# Mitsuteru Kudo
Mitsuteru Kudo (født 23. august 1991) er en japansk fodboldspiller.
Han har spillet for flere forskellige klubber i sin karriere, herunder Consadole Sapporo, SC Sagamihara og Grulla Morioka.